# 夏川立也
夏川 立也（なつかわ　たつや、1965年 -）は、日本のコミュニケーション・コンサルタント、プレゼンター、講演講師、文筆家。桂三枝（現在の六代目桂文枝）の弟子。

## 略歴
１９８４年３月大阪府立天王寺高校卒業。
高校時代は野球部に所属。高校3年時、生徒会の応援演説で友人を誘って漫才を披露。これが後に弟子入りするキッカケになる。
２年間の浪人生活の後、京都大学工学部土木工学科入学。コンクリート工学藤井研究室、専門は鉄筋コンクリートの座屈。
大学3年生の秋、朝日新聞紙上に桂三枝師匠のインタビュー記事が掲載され、『落語に限らず、お笑い好きの若者集まれ！』という一文を目にした後輩に勧められるまま、桂三枝創設の“お笑い維新塾”に応募。4年で大学を卒業することを条件に合格。その後、お笑い維新塾二代目の塾長を務める。
同門同期に、浪漫亭ロミオ（現在の吉本新喜劇で緑のヤクザを演じる中條健一）、幹てつや、高杉二郎、また、一期下に尾崎小百合（現在のかつみさゆりのさゆり）がいる。同じく京都大学の後輩を連れて、元祖京大卒漫才師として活躍し始めるも、親バレした後輩を引き止められず、ピンで活動を続けるが、芽が出ることはなかった。
芸人だけで食べることができず、25歳の時に広告関係の株式会社を設立。年商と社員が増えるに従って、次第に芸能生活と疎遠になり、経済人としての活動をメインに続けて行く時代が続いた。
取引先の社長の紹介で、28歳の時に、地元青年会議所（一般社団法人豊中青年会議所）に入会。社会貢献活動の魅力にも取り付かれ２００３年度理事長も務めた。
40歳で青年会議所を卒業後、講演講師になるため42歳単身上京。2年後からは年間200本を超える講演会・研修会に呼ばれる人気講師になり、現在も活動を続けている。

## エピソード
弟子時代、東京にカバン持ちとして同行し夜解放される際、『これで飯でも食って来い！』と財布を取り出した三枝師匠。あいにく千円札がなく、仕方なく一万円札を手渡されたところ、居酒屋で全部使ってしまい、三日三晩説教されたことがある。弟子入りした直後、梅田花月で開催された、勝ち抜き式の新人漫才コンクール『ル・マンザイ』でいきなり決勝大会進出。一回戦を突破したが、二回戦で雨上がり決死隊に敗れた。

## 書籍
- 『パワー・コミュニケーション』（2006年：中央経済社）
- 『こんなにおもしろいコミュニケーション・コンサルタントの仕事』（2009年：中央経済社）
- 『京大卒芸人が教える　スベらない話し方』（2010年：かんき出版）
- 通信講座テキスト＋ワークブック　『笑う職場に福来る　リーダーのための笑いのすすめ』『成果が上がる組織力ＵＰコミュニケーションコース』（2012年：職業訓練法人　日本技能教育開発センター）
- 『面白いほど話が弾む！魔法の「10秒！」きっかけフレーズ』（2013年：学研パブリッシング）
- 通信講座テキスト＋ワークブック 『共感を呼ぶストーリーテリングの実践　～話す力・伝える力・語る力～』（2016年：職業訓練法人　日本技能教育開発センター）
- 『誰からも必ず「よかった！」と言われる話し方３９のコツ』（2016年：日本実業出版社）
- 『笑いの科学株式会社』（2018年：アートダイジェスト社）
- 『復職後再発率ゼロの心療内科の先生に「薬に頼らず、うつを治す方法」を聞いてみました』（2020年：日本実業出版社）
- 通信講座テキスト『逆境をチャンスに変える思考力〜レジリエンス入門』（2022年：職業訓練法人　日本技能教育開発センター）

## 講演会のタイトル
- 『吉本芸人として学んだビジネスコミュニケーション』
- 『吉本芸人として学んだ、空気づくりの方程式』
- 『スベらない営業トーク』
- 『こんなに簡単！笑いで周囲が応援団になる！パワー・コミュニケーション』
- 『メンタルが落ちない組織の作り方』
- 『魔法のコミュニケーションが安全を実現する』等

## テレビ・ラジオ・映画出演等
- 朝日放送『ナイトinナイト』火曜日レギュラー出演（１９８９年～１９９５年）
- ＫＢＳ滋賀ラジオ『夏川立也の午後は気ままに楽市タウン』（１９９０～９２年）
- 毎日放送『ワイドショーレインボー』構成作家（１９９２年）
- 朝日放送『アーバンポリス２１』出演（１９９０年）
- ＫＢＳ滋賀ラジオ『夏川立也とミッキーのラジオビート１２１５！』（１９９２～９６年）
- 松竹映画『サラリーマン専科２』出演（１９９６年）